# Onthophagus difficilis
Onthophagus difficilis là một loài bọ cánh cứng trong họ Bọ hung (Scarabaeidae).